# 월도프 아스토리아 뉴욕

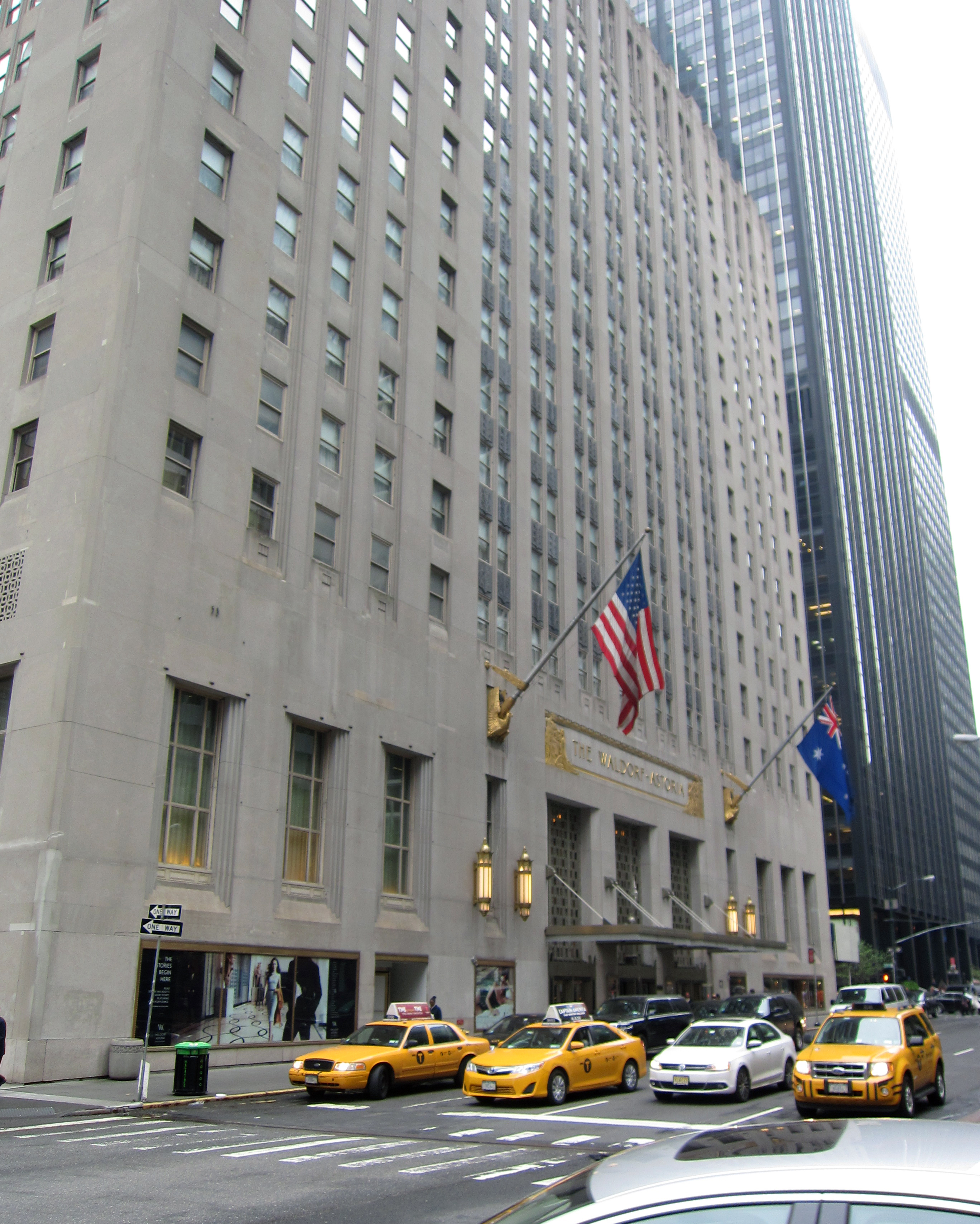
월도프 아스토리아 뉴욕

월도프 아스토리아 뉴욕(Waldorf Astoria New York)은 미국 뉴욕 맨해튼의 호텔이다.

## 같이 보기
- 뉴욕의 마천루 목록